# Scopula vagata
Scopula vagata är en fjärilsart som beskrevs av Sterneck 1927. Scopula vagata ingår i släktet Scopula och familjen mätare. Inga underarter finns listade.